# AgoraVox
 (avril 2024).
Motif : mise à jour nécessaire, beaucoup de sources anciennes ne sont plus d'actualité, sources primaires
AgoraVox est un site web de journalisme citoyen alimenté par des rédacteurs volontaires et non professionnels, créé par Carlo Revelli avec le soutien de Joël de Rosnay en mars 2005, et proposant des articles à rédacteurs uniques ou multiples, dont la fiabilité est régulièrement mise en cause.
Conspiracy Watch, StreetPress et d'autres critiques ont relevé que le site hébergeait ou avait hébergé certains articles et tribunes reflétant diverses théories du complot, le site est également connu pour diffuser de la désinformation pro-Kremlin.

## Histoire

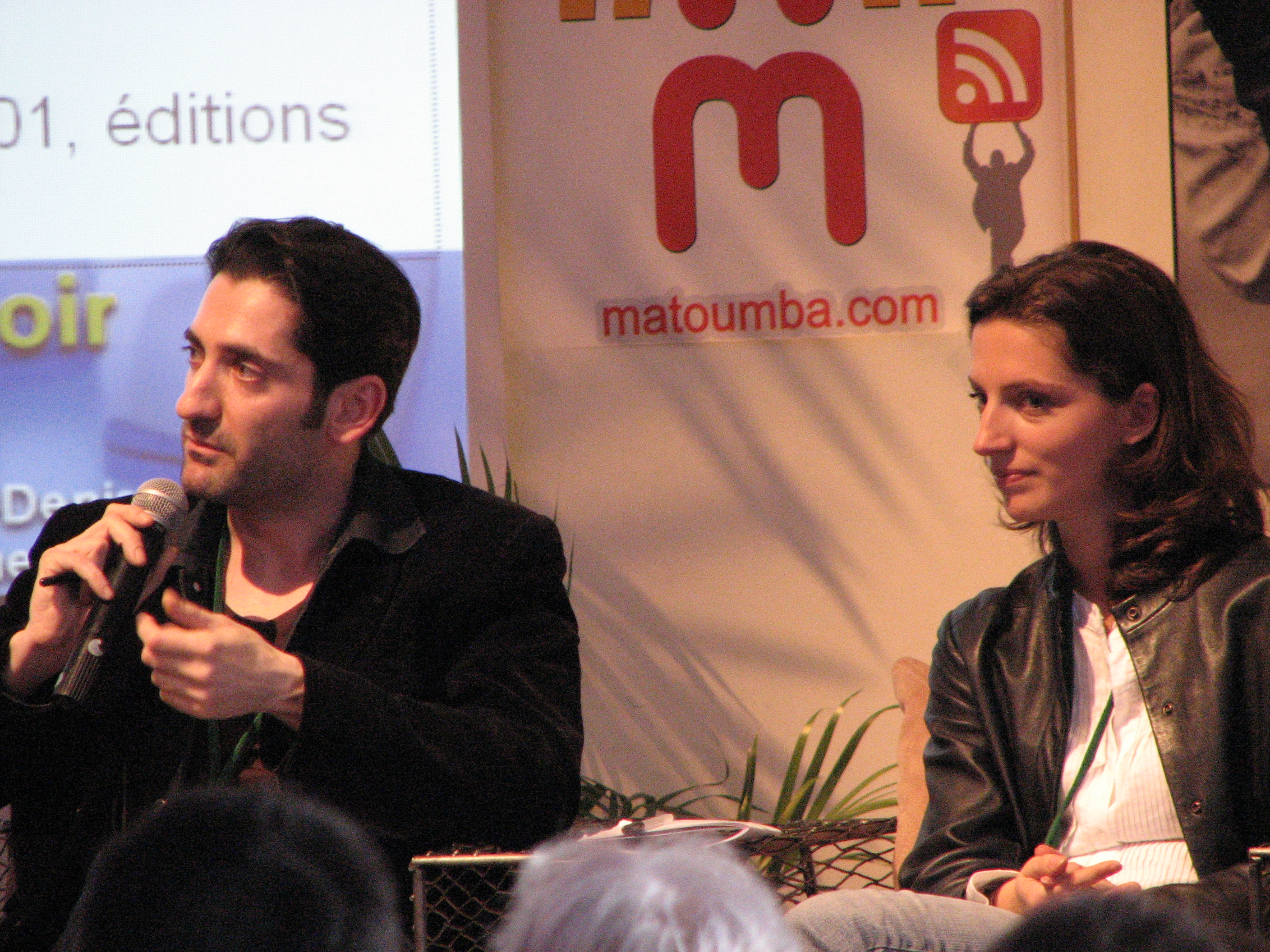
Tristan Mendès France et Quitterie Delmas lors des premières rencontres du 5e pouvoir organisé par AgoraVox à « L'Usine », à Saint-Denis le 24 mars 2007.

AgoraVox est un site web de journalisme citoyen,,,,,, alimenté par des rédacteurs volontaires et non professionnels, créé par Carlo Revelli avec le soutien de Joël de Rosnay en mars 2005.
En 2006, Joël de Rosnay et Carlo Revelli collaborent ensemble à l'ouvrage La Révolte du Pronétariat (Fayard), où ils décrivent la transition des « mass média aux média des masses », l'essor du journalisme citoyen, la notion de « pronétaire », ainsi que l'expérience d'AgoraVox.
Carlo Revelli annonce la création de la Fondation AgoraVox sur le site même du journal, avec l'objectif affiché de « préserver son indépendance éditoriale ». Cette fondation, dont le siège se situe en Belgique, est créée le 18 juin 2008 et reconnue d'utilité publique par le ministre de la Justice belge, en devenant ainsi le premier média à obtenir cette reconnaissance. Par ailleurs, selon l'ancienne journaliste Florence Vielcanet, AgoraVox est le seul site d'information à avoir repoussé l'offre d'aide des pouvoirs publics. De même, Julia Cagé, professeur d'économie à l'Institut d'études politiques de Paris, propose, en évoquant le cas de la Fondation AgoraVox, un nouveau modèle pour organiser les médias, la « société de média à but non lucratif » (ou « fondaction »), intermédiaire entre la fondation et la société par actions classique.  
Joël de Rosnay n'est désormais[Depuis quand ?] plus impliqué activement dans le projet, même s'il continue à évoquer son expérience dans ses articles.
AgoraVox s'inscrit dans la lignée des journaux participatifs avec un contenu généré par les utilisateurs comme L'Écho du village (1998), Indymedia (1999) ou OhmyNews (2000). Selon le Reuters Institute for the Study of Journalism de l'université d'Oxford, « AgoraVox est un des plus importants exemples en Europe en ce qui concerne les sites web dédiés au journalisme citoyen ».
En décembre 2009, près de 50 000 volontaires étaient inscrits en tant que rédacteurs sur la version francophone. Ils sont 90 000 en octobre 2017. À cette date, le site compte plus de 3 200 modérateurs volontaires contre 1 500 en 2009. Une version italienne du site a été lancée à la fin de l'année 2008, ainsi que la version vidéo AgoraVox.tv. Plusieurs déclinaisons, désormais gérées indépendamment de la Fondation AgoraVox, ont également vu le jour au fil des années (EducaVox, NaturaVox, SportVox, CareVox, Orserie, etc.).
Selon la plate-forme américaine Similarweb, AgoraVox recevait 2,3 millions de visites par mois en 2017.

## Politique éditoriale
Le fonctionnement du site, ainsi que sa politique éditoriale, sont étudiés entre 2006 et 2017 dans le cadre de nombreux projets de recherche universitaires, même internationaux, ainsi que dans des ouvrages de vulgarisation français et étrangers.

## Études d'AgoraVox comme média de type journalisme citoyen participatif
Selon Olivier Tredan, maître de conférences en sciences de l'information et de la communication, étudiant le site AgoraVox : « Le « journalisme citoyen » est une pratique ambiguë qui se diffuse comme une traînée de poudre parmi une frange d’internautes particulièrement actifs. L’affaiblissement des frontières traditionnelles entre sources, médias et public réactive l’imaginaire d’une communication désintermédiée, dans laquelle les contenus rédactionnels circuleraient hors des circuits traditionnels ». Fondé sur le modèle du site sud-coréen OhmyNews , la juxtaposition des attributs de « citoyens » et de « reporters » remet en cause l’expertise du reporter. Ainsi, selon l'auteur : « le développement des blogs s’insère dans un imaginaire social, celui d’une double critique anti-hégémonique (refus de la monopolisation de la production de l’information par les médias de masse) et expressiviste (souci de libéralisation de la parole profane dans l’espace public) ».
D'après un rapport en 2007 de l'Organisation de coopération et de développement économiques « sur une base volontaire, les utilisateurs soumettent des informations et des nouvelles des articles. Le contenu soumis est modéré par le petit personnel d'AgoraVox et bénévoles. Les lecteurs ont également des commentaires sur la fiabilité des informations. Malgré son faible coût modèle, AgoraVox vise à générer des revenus grâce à la publicité en ligne à proximité avenir. Des sites de journalisme citoyen similaires tels que OhmyNews en Corée rémunèrent leurs écrivains».
D'après Nicolas Pélissier, professeur des universités en sciences de l’Information et de la communication, AgoraVox donne la primeur à la citoyenneté. Les couleurs choisies (bleu, blanc, rouge) envoient aux notions de patrie et d’appartenance, le site s’inscrivant dans un mouvement contestataire à l’encontre des médias traditionnels et des leaders politiques dominants. Les auteurs relèvent le manque d’hétérogénéité socioprofessionnelle du journalisme participatif citoyen, le poids des catégories de niveau supérieur apparaît prépondérant. Ainsi, « La liberté d’expression populaire n’est que théorique, le peuple invoqué relevant davantage des élites intellectuelles et technologiques que des catégories sociales les moins favorisées».
Pour Henri Pigeat, journaliste et universitaire français, parallèlement sont apparus des sites, dits de «journalisme citoyen, sur lesquels chacun peut dire ce qu'il voit, comme AgoraVox. Souvent plus citoyens que journalistes, ceux-ci jouent d'abord le rôle social d'un café du commerce».
Ainsi, selon Séverine Quéro, participant au CLEMI, formant des enseignants en éducation aux médias et à l'information, AgoraVox mise sur le citoyen reporter en lui offrant une plate-forme de libre expression pour faciliter la diffusion d’ informations inédites. «Toute la difficulté consiste donc à pouvoir distinguer, parmi cette surabondance d’offres, les informations fiables, fausses, mises en ligne en dehors de tout cadre déontologique, à repérer, sans processus éditorial, sans aide d’experts, la qualité du contenu».
Pour Destiny Tchehouali, professeur au département de communication sociale et publique, étudiant AgoraVox comme site de journalisme citoyen à modèle éditorialiste, «le journaliste professionnel garde sa crédibilité du fait des exigences déontologiques de sa profession recherchant l’information crédible. Et il ne suffirait pas d’être la source d’une information pour prétendre au statut du journaliste, sans quoi, tous les auteurs d’auto-publication sur les blogs peuvent s’autoproclamer en toute légitimité « journalistes » ».
Dominique Cardon et Fabien Granjon, sociologues français reprenant AgoraVox comme type de journalisme citoyen, relèvent que « ces nouveaux formats se nourrissent aussi d'un certain affaiblissement entre la frontière entre information et divertissement et d'une personnalisation des événements publics. Ils rencontrent aussi les intérêts de la presse people et tendent à renforcer une certaine proximité entre la sphère de l'information et celle de la culture de masse ».
Guillaume Cazeaux, docteur en philosophie à l'université Paris Descartes et responsable éditorial d'AgoraVox entre 2008 et 2012, décrit le fonctionnement de ce site dans une thèse de doctorat et un ouvrage. Selon lui, les polémiques autour du modèle participatif ne font que réactiver « un clivage persistant entre ceux qui font confiance au peuple, estiment que son émancipation doit être favorisée, en prenant le risque de le rendre libre et responsable – ce qui concrètement signifie lui permettre de "tout dire" dans l'espace public et de "tout lire" –, et ceux qui ne lui font pas confiance, jugeant que sa libération, en dehors du contrôle de ses tuteurs, serait trop périlleuse – ce qui conduit au filtrage vigilant de sa parole et des informations qu'il peut consulter ». Il fait remonter cet antagonisme à l'affrontement entre Protagoras et Platon, et le retrouve de nos jours entre Pierre Lévy et Alain Finkielkraut. « Sur le web 2.0, l'opposition se poursuit entre AgoraVox, qui offre un espace d'expression à tous et mise largement sur l'auto-organisation des participants, et les sites semi-participatifs, prolongements des médias traditionnels [...], qui offrent un espace assez restreint d'expression aux amateurs, sous le contrôle des journalistes». Cazeaux estime pour sa part que, si l'Internet se présente comme un espace « chargé d'utopie – où l'homme peut enfin prétendre s'émanciper, penser par lui-même, exercer son esprit critique, avec tous les savoirs à portée de main, sans plus s'en remettre à quelque directeur de conscience que ce soit », ce qui est l'esprit même des Lumières (Sapere aude !), il révèle finalement, par les schismes entre les représentations qu'il génère, « notre inaptitude à l'autonomie collective », c'est-à-dire l'incapacité de l'homme à se passer d'un « clergé » unificateur (selon l'emploi non péjoratif que Régis Debray fait de ce terme dans son livre L'Emprise) « pour rendre viable sa société ».
Dans un ouvrage consacré à la portée médiatique du blogue d'Alain Soral et des tenants des théories du complot sur le Web, Bruno Di Mascio, étudiant à l'Institut d'études politiques de Paris, revient sur l'analyse de Guillaume Cazeaux : « Et pourtant, c'est précisément l'absence de ce que Cazeaux appelle de façon péjorative des « directeurs de conscience » qui fait d'Internet un lieu de relativisme : une information de qualité suppose la "médiation", précisément, de médias reconnus comme compétents par le public, et légitimes non pas pour dire ce qu'il faut penser, mais pour rendre compte de l'actualité et des événements. C'est l'ambivalence d'une autre promesse de la Modernité qu'il faut mettre en avant à travers la mécanique politique d'Alain Soral : la révolution technologique démocratise considérablement l'accès à l'information et à la connaissance, et pourtant, elle favorise également le relativisme, par l'absence de hiérarchie et de mises en perspective, et produit un trop-plein de sources dans lequel il devient difficile de se retrouver. La démocratisation de l'information participe donc paradoxalement à rendre le monde plus opaque et difficilement maîtrisable. Par ailleurs, l'impératif économique du buzz dans le système médiatique valorise la provocation et le spectaculaire au détriment du sérieux et de la vérité. »

## AgoraVox dans les médias
La chaîne allemande Deutsche Welle a élu AgoraVox meilleur blog journalistique français en 2005.

## Évolutions et critiques du modèle participatif

### Public et spécificités du site
Alors qu'au milieu des années 2000, AgoraVox enregistre 1 million de visiteurs mensuels, que son fondateur Carlo Revelli affirme que le site « a été valorisé [en 2007] entre 10 et 15 millions d'euros » et que les médias parlent d'un « cinquième pouvoir émergent », les blogueurs les plus en vue (Loïc Le Meur, Philippe Bilger, Jean-Michel Aphatie, Guy Birenbaum...) alimentent le site de leurs contenus, aux côtés de simples citoyens aux profils très divers. En effet, d'après une étude menée en avril 2008 par Iannis Pledel, docteur en sciences de l'information et de la communication à l'université Aix-Marseille III, le public d'AgoraVox se compose de 35 % de cadres, de 18 % d'employés, de 13 % de retraités, de 13 % d'étudiants, de 7 % de sans-emploi, tandis que les agriculteurs, les ouvriers, les artisans et commerçants représentent, chacun, entre 1 % et 3 % des participants. Si, au moment de l'élection présidentielle de 2007, les électeurs de François Bayrou semblaient les plus nombreux sur le site, des sondages en ligne ont montré en 2012 une prédominance de ceux de Jean-Luc Mélenchon.
Dans son livre La République numérique, Éric Besson, ancien ministre chargé de l'Industrie, de l'Énergie et de l'Économie numérique, estime que « AgoraVox aura prouvé que des internautes organisés peuvent - à eux seuls - créer un média crédible et stimulant ». Dans Une brève histoire de l'avenir, l'économiste Jacques Attali fait, quant à lui, cette prédiction : « Avant 2030, la plupart des médias papier [...] deviendront virtuels ; ils offriront des services de communauté de plus en plus instantanés, de plus en plus coopératifs, de plus en plus sur mesure, sur le modèle [...] coréen de OhmyNews ou français de AgoraVox. » En 2012, la Helsingin Sanomat Foundation finance une recherche internationale sur les 69 principaux pure players dans le domaine des médias. Clare Cook, de l'université du Central Lancashire, y décrit AgoraVox comme l'une des plus importantes expérimentations de journalisme citoyen tant en France qu'en Europe. Enfin, dans le « Que sais-je ? » consacré à la presse, paru aux PUF en 2016, l'historien des médias Patrick Eveno présente AgoraVox comme le « modèle » des sites participatifs.

### Articles polémiques et controverses
AgoraVox est critiquée pour avoir hébergé des tribunes reflétant diverses théories complotistes. Ainsi, Le Nouvel Obs note en 2008 que « le fleuron du « journalisme participatif » français » a donné un « large écho » aux théories conspirationnistes sur les attentats du 11 septembre 2001. De son côté, Conspiracy Watch a qualifié AgoraVox de « site complotiste » en raison de sa propension à héberger des tribunes développant diverses théories conspirationnistes relatives au 11 septembre 2001 ou à l'assassinat de Hervé Gourdel.
Invité de Parlons Net sur France Info, le 28 mai 2010, Joël de Rosnay jugeait que le bilan d'AgoraVox était « très positif sur le plan du modèle ». Interrogé sur la question du « conspirationnisme », il avait répondu : « Il faut laisser la place aux autres versions que les versions officielles. C'est ce qui s'appelait le journalisme d'investigation. Or, aujourd'hui, le journalisme d'investigation, qui dit des choses que la version officielle ne dit pas, je trouve qu'il y en a de moins en moins ; les vrais journalistes d'investigation sont tellement attaqués, et c'est devenu tellement risqué et tellement cher ».
Le 30 mai 2012, Robin D'Angelo, rédacteur en chef du webzine StreetPress, ainsi que Rue89 et Le Figaro, reprochent à René Balme, à l'époque maire de Grigny et candidat du Front de gauche aux élections législatives, de clamer ses sympathies pour les théories de Thierry Meyssan et de relayer diverses tribunes conspirationnistes sur son site Oulala.net,.
Subséquemment, le 3 juillet 2012, D'Angelo publie un article où il affirme qu'« AgoraVox est devenu le principal « concentrateur » hexagonal des théories conspirationnistes ». Il relève, à titre d'exemples, une tribune au titre ambigu, « Garaudy, négationnisme et/ou révisionnisme », un article évoquant le VIH comme un « virus tout à fait hypothétique » et un autre qualifiant les ovnis de « phénomène « mal-traité » ». Il cite le blogueur Guy Birenbaum, qui dit regretter qu'il faille « se fader 3 papiers complotistes, un négationniste et des diffamations pour trouver une perle rare. »
Le 4 juillet 2012, Jean Robin, créateur du site Enquête & Débat, considéré par certains médias comme proche de l'extrême droite identitaire,, par d'autres comme proche de la mouvance souverainiste, prend la défense d'AgoraVox  alors même que ce média, relève-t-il, a « une tendance » politique « plutôt opposée » à la sienne ; selon lui, « un regard un peu plus objectif sur le site participatif permet de déceler une défense acharnée de la liberté d'expression, que les médias défendus par Streetpress et Rue89 piétinent à longueur de clics ». Il poursuit : « nous constatons qu'Agoravox comme Agoravox TV acceptent les articles quelle que soit leur orientation idéologique, tant qu'ils respectent la loi », selon les « principes de base d'une démocratie saine et sereine ».
D'Angelo explique, pour sa part, ce qu'il considère être une « dérive » par le manque d'argent et par la transposition dans le réel d'une philosophie utopique du Web 2.0, qui engendrerait un fonctionnement « en roue libre » du système d'administration et de modération des articles : « la fondation AgoraVox n'a pas marché ; le modèle du semi-participatif s'est imposé ; un exode de blogueurs ; les « conspis » ont phagocyté le site. »
Selon l'historien Emmanuel Kreis, docteur de l'École pratique des hautes études, les critiques fréquentes de la part de journalistes depuis une dizaine d'années « regroupent bien autre chose que des théories du complot au sens strict », comme la simple émission de doutes. « Peu clairement définies, [les théories du complot] deviennent, estime-t-il, un simple motif infamant visant la remise en cause des discours médiatiques et institutionnels », et lui semblent surtout « motivées par l'inquiétude des « médias traditionnels » face à la concurrence de nouveaux moyens d'information ».
20 Minutes démontre, dans le contexte d'épidémie à coronavirus, que des images de soignants datant de 2010 ont été reprises du site dit de journalisme citoyen AgoraVox ont été retrouvées dans les réseaux sociaux.
Des fausses informations ont été relevées par l'agence de presse AFP factuel concernant des articles partagés sur les réseaux sociaux depuis fin novembre 2020 qui affirment que le parlement allemand a supprimé les « droits fondamentaux de la Constitution ». Une loi votée le 18 novembre 2020 a limité certains de ces droits dans le cadre des restrictions décidées pour endiguer la propagation du Covid-19, mais aucun n'a « disparu » de la Loi fondamentale allemande. Le texte issu du site Observateur Continental a été repris et diffusé par les sites AgoraVox, Wikistrike et réseauinternational.net. « Contrairement à ce qu'affirment ces quatre sites, les droits fondamentaux n'ont pas été supprimés de la Constitution allemande (appelée Loi fondamentale) par le vote d'une loi le 18 novembre ».
Observateur continental est un site de désinformation francophone créé par InfoRos, une agence de désinformation liée au GRU, service de renseignement russe. AgoraVox fait partie des sites qui propagent régulièrement la propagande de ce site,. ConspiracyWatch note qu'Agoravox tire des conclusions hâtives sur le déroulement de Maïdan en Ukraine en 2014. En 2016, StopFake, un organisme ukrainien, note qu'Agoravox est le premier site à publier un article sur une déclaration prétendue de Vladimir Poutine qui aurait déclaré qu’il «plongera l’Occident dans une dépression économique.
Selon le journal Le Monde, un article de désinformation publié le 27 septembre 2020 sur la plate-forme participative AgoraVox affirme qu’un « collectif interprofessionnel de soignants belges » a lancé une action en référé devant le tribunal de Bruxelles pour dénoncer « la recommandation officielle surréaliste d’une vaccination massive contre la grippe saisonnière », propos repris par la virologue Judy Mikovits, connue pour son opposition à la vaccination. Une étude prétendument « réalisée au sein de l’armée américaine » signalait que le vaccin contre la grippe augmente de 36 % les risques d'attraper le Covid-19. « Cette étude émanant d'un service dépendant du ministère américain de la Défense, publiée en janvier 2020 dans la revue médicale Vaccine se penchait sur l'éventualité d'être ou non plus susceptible de contracter d'autres virus (dont des coronavirus saisonniers) que la grippe lorsqu'on a été vacciné contre la grippe . Elle portait sur des personnels militaires pendant la grippe saisonnière de l'hiver 2017-2018, soit bien avant l'apparition, fin 2019, du Sars-Cov-2».

### Affaires révélées et critique des médias
Si AgoraVox publie principalement des articles d'opinion et des analyses, il a aussi parfois été le premier à révéler des informations, qui ont ensuite été reprises par de grands médias, comme une photo de Jean-Marie Le Pen et Bruno Gollnisch faisant le geste de la « quenelle »,, ou encore les tweets sulfureux d'un colistier de Claude Bartolone aux élections régionales de 2015.
Le 22 octobre 2008, AgoraVox relaie le témoignage de la jeune journaliste et romancière Tristane Banon, fille de la socialiste Anne Mansouret, qui accuse Dominique Strauss-Kahn d'avoir tenté de la violer en 2002, mais aucun média ne reprend l'affaire. À la suite de l'arrestation de Strauss-Kahn le 14 mai 2011, la presse internationale dénonce massivement l'omerta de la presse française. Un article du Monde du 20 mai 2011 fustige l'absence d'enquête des journalistes à la suite de la parution sur AgoraVox du témoignage de Tristane Banon et leurs justifications peu convaincantes.
AgoraVox publie régulièrement des articles de critique des médias et des discours politiques, qui ont permis de mettre en évidence des erreurs et des désinformations. Ainsi, le 7 février 2009, un article met en lumière une inexactitude dans l'allocution du président de la République Nicolas Sarkozy, qu'aucun média n'avait relevée, concernant la nomination des présidents des sociétés de l'audiovisuel public.
Le 25 septembre 2011, un autre article démontre la fausseté d'une « exclusivité » du site du Nouvel Observateur, parue le 20 septembre, qui prétendait avoir déniché un « morceau culte » interprété par l'avocat Gilbert Collard à l'époque où il était candidat radical à la mairie de Vichy, alors que l'interprète de la chanson était en réalité Gérard Berliner. À la suite de la parution de cet article, La Montagne, qui avait repris la fausse information du Nouvel Observateur, a fait son mea culpa.
Le 21 avril 2017, quelques jours avant le premier tour de l'élection présidentielle, la journaliste Aude Lancelin, ancienne directrice adjointe de la rédaction du Nouvel Obs, publie sur AgoraVox un article à charge contre Emmanuel Macron, « entièrement fabriqué, selon elle, par des médias entre les mains du capital ».
Certains de ces articles d'AgoraVox sont cités par l'observatoire des médias Acrimed dans sa rubrique de « critique des médias » ou dans sa revue du web.